# Teoria sprężystości
Teoria sprężystości, elastomechanika – dział mechaniki ośrodków ciągłych badający odkształcenia sprężyste ciał stałych, powstałe pod wpływem działania sił zewnętrznych i innych czynników np. zmiany temperatury.
Teoria sprężystości dzieli się na liniową teorię sprężystości i nieliniową teorię sprężystości.
Liniowa teoria sprężystości zakłada liniowe związki konstytutywne, czyli obowiązywanie prawa Hooke’a oraz liniowe związki geometryczne, które są odpowiednie do opisu deformacji ciała w zakresie małych przemieszczeń i małych odkształceń.
Pionierem teorii sprężystości był inżynier kolejnictwa, budowniczy kolei Petersburg-Moskwa oraz konstruktor mostów, Feliks Jasiński – autor dzieła Badania nad sztywnością prętów ściskanych – opublikowanej w 1895 roku.